# Volkert Engelsman

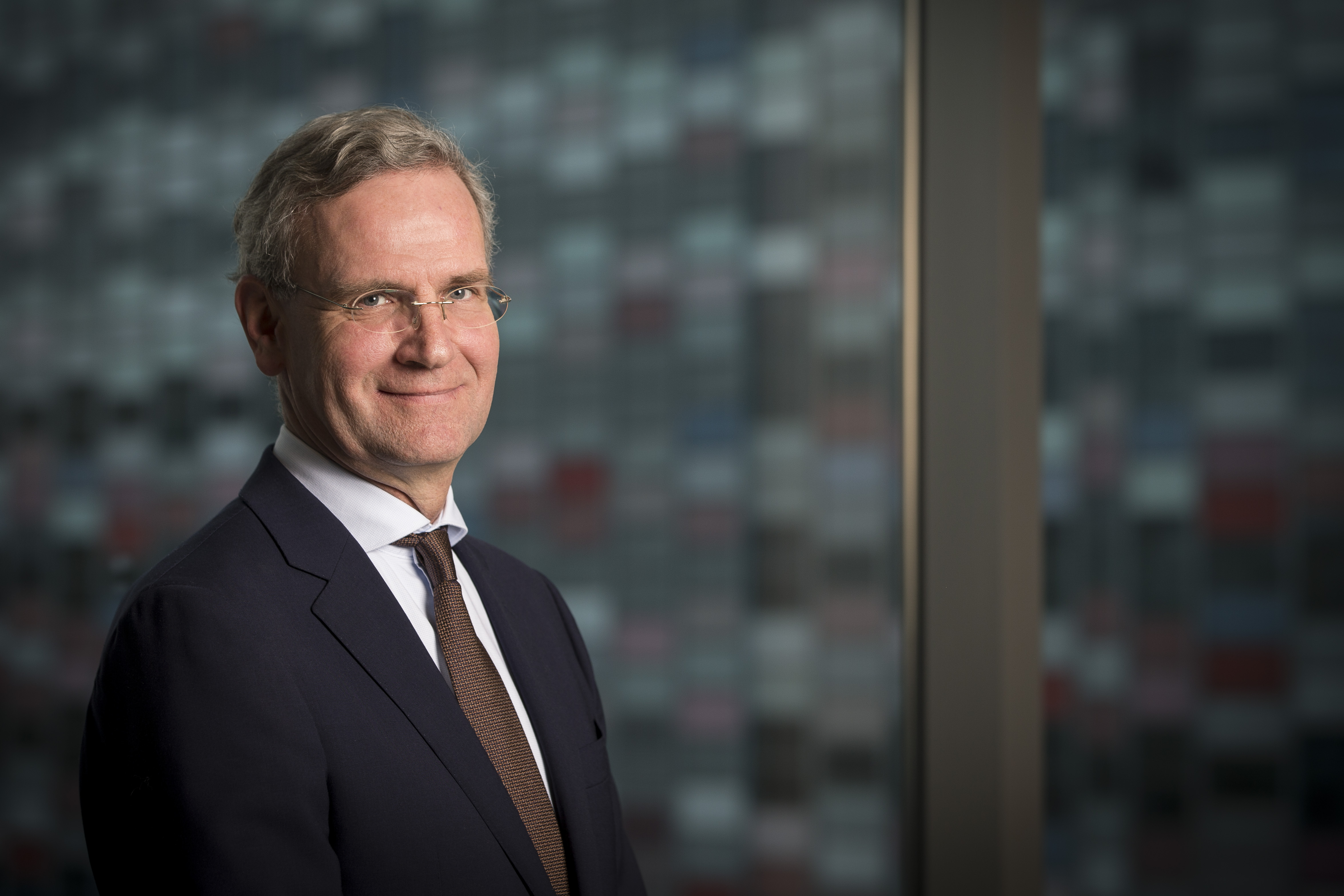
Volkert Engelsman

Volkert Engelsman (* 1957 in Winterswijk) ist ein niederländischer Geschäftsmann und Pionier in der biologischen Agrarwirtschaft. 1990 gründete er das Unternehmen Eosta, später folgten die Firmen Soil & More und Vitalis Biologische Zaden sowie die Eigenmarke Nature & More. Engelsman ist Befürworter der biologischen Landwirtschaft, Nachhaltigkeit, fairen Handels und True Cost Accounting.

## Werdegang
Engelsman wurde 1957 in Winterswijk als Sohn eines Textilunternehmers und einer deutschen Mutter geboren. Er besuchte die Waldorfschule in Krefeld und studierte Volkswirtschaft und Betriebswirtschaft in Rotterdam und Groningen. 1983 begann er seine Karriere bei dem multinationalen Unternehmen Cargill, wo er die Welt des internationalen Terminhandels kennenlernte – ein Gegensatz zur ökologischen Landwirtschaft, für die er sich später entschied. „Ich habe mich immer als Bürger zweier Welten gefühlt. Bei Cargill genoss ich die Direktheit der Amerikaner, ihren Pragmatismus, ihren Unternehmergeist und ihre Fähigkeit, etwas zu erreichen. Bei Cargill war mein Engagement für Nachhaltigkeit und mein Interesse an Spiritualität aber nicht erwünscht. Trotzdem traf ich dort viele Gleichgesinnte“. Die Arbeit für Cargill führte Engelsman auf einen neuen Weg: Unternehmertum in nachhaltiger Ernährung und Landwirtschaft. Während seiner Geschäftsreisen traf er Landwirte in Südamerika und Australien, die auf ökologischen Landbau umstellen wollten, weil ihre Böden durch Dünger und Pestizide zerstört waren. Zu dieser Zeit stieg der ökologische Konsum in Europa an; Supermärkte begannen sich langsam dafür zu interessieren. Engelsman sah dort eine Chance und gründete 1990 zusammen mit einem Studienfreund das Handelsunternehmen Eosta.

## Öffentlicher Auftritt
Engelsman setzt sich als selbsternannter „Gemüsehändler mit radikaler Vision“ stetig für Nachhaltigkeit in der Landwirtschaft ein. Seine Initiativen wurden mehrfach ausgezeichnet. 2017 wurde er auf den ersten Platz des Nachhaltigkeits-Rankings der niederländischen Tageszeitung Trouw gewählt. Die Jury lobte vor allem Engelsmans praktische Umsetzung vom Prinzip des True Cost Accounting. Engelsman: „Viele Finanzinstitute beginnen zu begreifen, dass mit unserer Definition von ‚Profit' etwas nicht stimmt, wenn es zur Zerstörung unseres natürlichen Lebensraums führt und das Leben für 90 % der Menschheit, einschließlich unserer Kindeskinder, verschlechtert. Als Bewegung müssen wir Finanzdienstleistern wie Banken, Wirtschaftsprüfungsgesellschaften und institutionelle Anleger dabei helfen, verantwortungsvoll zu handeln und fundierte Geschäftsentscheidungen zu treffen. Der Hauptstrom des Kapitals wird immer noch von einer überholten Gewinndefinition getrieben, die der Auslöschung unseres Planeten in die Hände arbeitet. Wenn wir hier nicht grundsätzlich etwas ändern, ist die gesamte Arbeit von uns allen – der gesamten nachhaltigen Bewegung – vergeblich.“
Mit Bernward Geier gab er 2018 das Buch „Die Preise lügen – Warum uns billige Lebensmittel teuer zu stehen bekommen“ heraus.
2018 betrieb er die Kampagne „Die wahren Kosten von Lebensmitteln“.
Anfang 2020 wurde er auf dem Farm&Food-Kongress. und 2022 von der Frankfurter Rundschau interviewt.